# 12601 Tiffanyswann
12601 Tiffanyswann è un asteroide della fascia principale. Scoperto nel 1999, presenta un'orbita caratterizzata da un semiasse maggiore pari a 2,4137122 UA e da un'eccentricità di 0,1804785, inclinata di 3,28338° rispetto all'eclittica.